# 松田光司
松田 光司 (まつだ こうじ 1962年11月 - ) は、日本の実業家。

## 人物
石川県小松市出身。1985年金沢大学経済学部経済学科卒業後、北陸電力入社。
営業推進部長、エネルギー営業部長、執行役員、常務を経て、2021年社長。